# Entitat molecular

Estructura tatraèdrica del metà (entitat molecular)

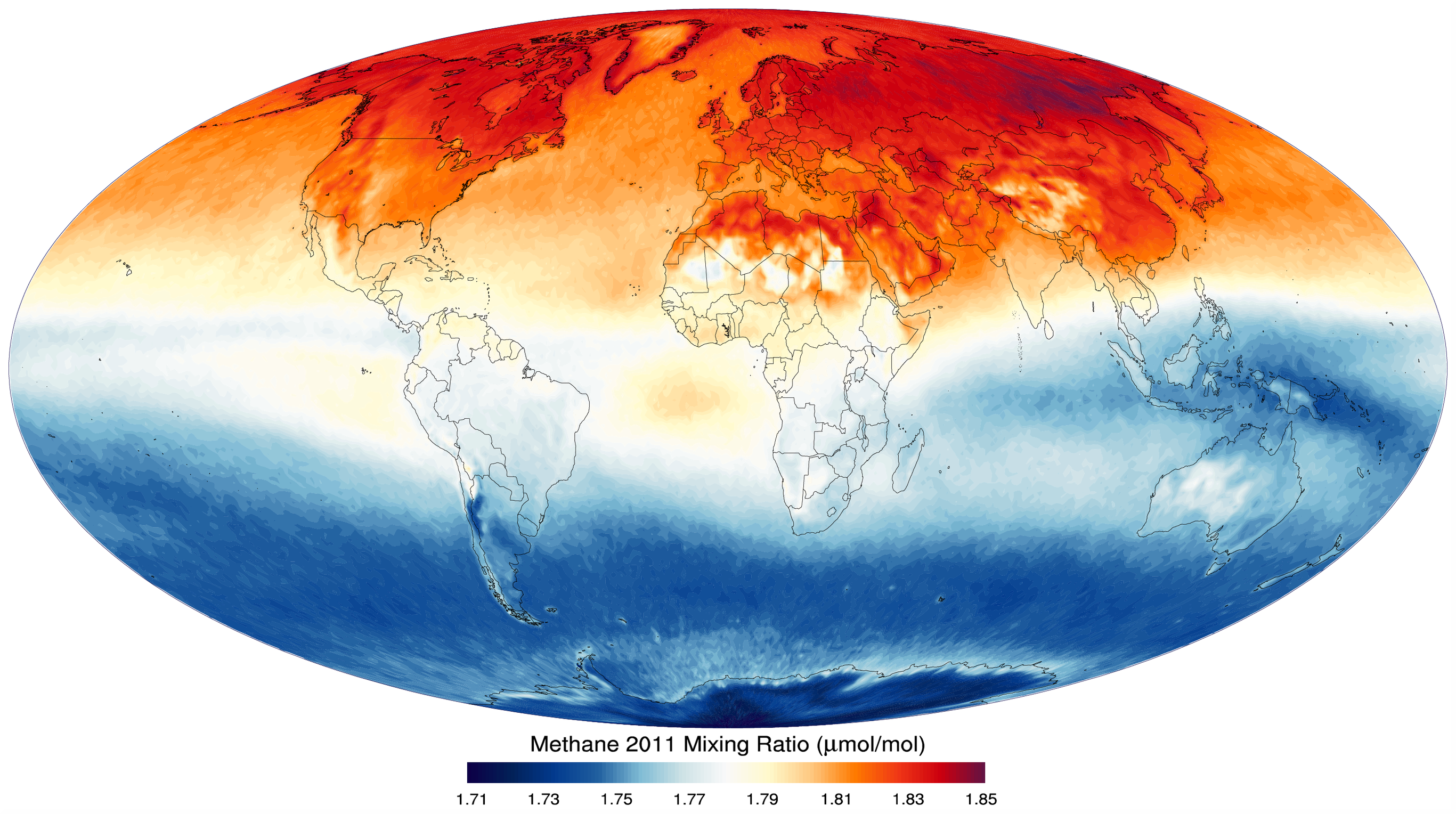
Concentració de metà (espècie química) en l'atmosfera.

Una entitat molecular és tot aquell àtom, molècula, ió, parella iònica, radical, ió radical, complex, etc. estructuralment o isotòpica identificable com entitat separadament identificable.
És un terme que s'empra per a unitats singulars, independentment de la seva naturalesa, mentre que el terme espècie química indica grups o conjunts d'entitats moleculars. El nom d'un compost es pot referir a l'entitat molecular corresponent o a l'espècie química; per exemple, metà pot indicar una molècula, CH₄, (entitat molecular) o una quantitat molar especificada o no (espècie química) que pren part en una reacció química. Ambdós conceptes es poden diferenciar a les següents frases:
- El metà té estructura tetragonal (entitat molecular).
- La concentració de metà en l'atmosfera és alta en l'hemisferi nord (espècie química).

Tanmateix el grau de precisió d'aplicació d'ambdós termes depèn del context.